# Vater braucht eine Frau (1952)
Vater braucht eine Frau ist ein deutscher Spielfilm von Harald Braun aus dem Jahr 1952 mit Dieter Borsche und Ruth Leuwerik in den Hauptrollen sowie Bruni Löbel, Günther Lüders und Therese Giehse in tragenden Rollen. In der Bundesrepublik Deutschland kam die in Schwarzweiß gedrehte Filmkomödie erstmals am 17. Oktober 1952 ins Kino.

## Handlung
Der verwitwete Leiter der Frauenabteilung im Arbeitsamt, Regierungsrat Dr. Hans Neumeister, ist mit der Erziehung seiner vier Kinder und der Führung des Haushalts überfordert. Daher ist er auf eine Haushaltshilfe angewiesen. Sein Pech ist nur, dass es keine lange bei ihm aushält, weil sie sich von dem Temperament der Kinder und deren Fantasie schnell genervt fühlen. Das ist für einen Mann in Neumeisters Position mehr als unangenehm. Als wieder einmal eine Frau gekündigt hat, entschließt er sich, es einmal mit Hilfe einer Stellenanzeige zu versuchen. Aber auch die Kinder überlegen, wie ihrem Vater zu helfen sei. Martin hat die Idee: „Vater braucht eine Frau!“ Gemeinsam formulieren sie eine Zeitungsanzeige, in der sie nicht nur ihren Vater, sondern auch sich selbst in den schönsten Farben schildern.
Nach Misserfolgen, die die Kinder zu verkraften haben, stellt sich dann mit Susanne Meissner, einem jungen eleganten Fotomodell, doch noch ein Erfolg ein. Susanne ist ihres Berufes seit einiger Zeit überdrüssig und macht sich Sorgen um ihre Zukunft. Hans Neumeister aber hält die Dame für eine Bewerberin auf seine Stellenanzeige. So kommt es, dass die zwei aneinander vorbeireden und jeder das Gefühl hat: Für den gedachten Zweck ist dies wohl nichts! Neumeisters Sekretärin, Frau Nickel, möchte ihrem Chef ebenfalls helfen und spielt Schicksal. Sie sorgt dafür, dass die Leiterin des Kinderfunks, Lotti Hellwig, die den meisten nur unter dem Namen „Kuckuck“ bekannt ist und während der Ferien gerne mit Kindern arbeiten möchte, bei ihm vorspricht. Diese aber wird vom Hausherrn, der inzwischen vom Plan seiner Kinder erfahren hat, anfangs für eine Heiratskandidatin gehalten. Schnell stellt sich heraus, dass Lotti sehr gut mit Kindern umgehen kann und überhaupt sehr nett ist. Dass sie sich allerdings in Neumeister verguckt, erschwert die Angelegenheit. 
Neumeister hat nämlich Feuer gefangen und trifft sich mit Susanne, der er, wenn auch nicht gleich, offenbart, dass er vier Kinder hat. Ulla Neumeister hat jedoch per Zufall mitbekommen, dass der tolle Mercedes, in dem Susanne auf dem Bild zu sehen ist, das sie ihrem Vater geschickt hat, ihr gar nicht gehört, ebenso wie die Pelze und die Villa. Sie glaubt nun, dass Susanne eine Hochstaplerin und Heiratsschwindlerin sei. Urplötzlich steht Dr. Neumeister zwischen der Frau, die er liebt, und seinen Kindern. Ulla besinnt sich jedoch, sucht Susanne auf und erkennt, dass sie die Richtige nicht nur für ihren Vater, sondern auch für sie und ihre Brüder ist. Und so kommt es, dass Hans Neumeister getreu der Meinung seiner Kinder, dass Vater eine Frau brauche, seine Susanne zum Traualtar führt.

## Produktion

### Produktionsnotizen
Produziert wurde der Film von der NDF Neue Deutsche Filmgesellschaft mbH (München-Geiselgasteig). Die Außenaufnahmen entstanden im Juli 1952 am Lautersee, in Mittenwald und München, die Innenaufnahmen in den Ateliers der Bavaria Film in Geiselgasteig. Das Drehbuch stammt von Herbert Reinecker und Christian Bock unter Mitarbeit von Herbert Witt. Die Bauten schufen die Filmarchitekten Hans Sohnle und Fritz Lück. Ursula Maes steuerte die Kostüme bei. Der Erstverleih des Films erfolgte durch die Schorcht Filmgesellschaft mbH (München). 

### Hintergrund
Für Dieter Borsche und Ruth Leuwerik war es ihre erste Zusammenarbeit in einem Film, dem im selben Jahr noch die Zusammenarbeit in dem Arztdrama Die große Versuchung folgte. Ruth Leuwerik erzählte im Jahr 2008 in einem Interview mit dem Filmemacher Eckhart Schmidt, das im Bayerischen Rundfunk unter dem Titel Ruth Leuwerik erzählt… lief, dass sie drauf und dran war, die Rolle in diesem Film abzugeben, da sie von dem Verhalten der Mutter der im Film mitspielenden Angelika Voelkner (sie sprach von dem Mädchen, das im Film mitspielte, einem „Kind, das damals schon einen gewissen Erfolg hatte“) so genervt war, dass sie sich dem nicht weiter aussetzen wollte. Beispielsweise sei die Mutter stets „im Atelier herumgelaufen und habe geschrien: ‚Meine Tochter spielt hier die Hauptrolle‘“. Das habe sich auch auf das Verhalten der Tochter ausgewirkt. Erst als die Mutter Atelierverbot bekommen habe, habe sie ihre Arbeit fortsetzen können.

### Veröffentlichung
Nach einer FSK-Prüfung, Nummer 04894, am 2. Oktober 1952 wurde der Film ab 12 Jahren freigegeben mit dem Zusatz „feiertagsfrei“ und hatte am 17. Oktober 1952 Premiere. Im Fernsehen war er erstmals am 13. Juli 1963 im ZDF zu sehen. In Österreich lief er im Mai 1953 an. In Finnland (Titel Isä tarvitsee vaimon), Schweden (Pappa behöver en fru), Dänemark (Gift dig med far) und Portugal (Esposa Precisa-se) wurde er 1954 veröffentlicht. 
Filmjuwelen gab den Film am 25. September 2020 innerhalb der Reihe „Juwelen der Filmgeschichte“ auf DVD heraus.

## Kritik
Nach dem Lexikon des internationalen Films handelt es sich bei dem Film um „eine überwiegend humorige, freundliche deutsche Familienkomödie“.
Cinema schrieb: „Die Nachkriegskomödie machte Borsche und Leuwerik zum Kinotraumpaar“ und zog das Fazit: „Heiter, freundlich und inzwischen auch recht angestaubt.“
Der Journalist und Kritiker Falk Schwarz stieß sich daran, dass die vier Neumeister-Kinder mit Kinderstimme „Altkluges daher“reden würden. Auch gab Schwarz zu bedenken, das kein Gedanke daran verschwendet worden sei, wie „demütigend“ die Darstellung der Heiratsanwärterinnen, „die treuherzig auf so eine Anzeige“ eingegangen seien, nach heutiger Wahrnehmung sei (wobei „Filme der fünfziger Jahre“ uns heute oft genug peinlich berühren würden). Auch sei Therese Giehse hier „in einer ihr nun wahrhaft nicht gemäßen Rolle“ besetzt. Die Filmhandlung sei „betulich“, solle „idyllisch“ sein, „warmherzig“ (wenn beispielsweise „Günther Lüders Süßholz“ raspele) und doch sei der Film eine „vorhersehbare Klamotte“. Auch stelle sich die Frage, ob Dieter Borsche „ein guter Schauspieler“ gewesen sei. Gleich anfangs des Films stehe er „derart hölzern und hilflos herum, dass ihm der Witwer mit vier Kindern kaum abzunehmen“ sei. Zu Oliver Grimm befand Schwarz, dass er zu den „schamlos ausgenutzten Kinderdarstellern des Fünfziger-Jahre-Films“ gehöre. „Über die Machart“ sei „kein Wort zu verlieren“. Richard Angst lege das „Führungslicht immer wieder auf die Augenpartie der Leuwerik, was bei der dramaturgischen Spannungslosigkeit kaum angemessen“ scheine. „Und der Titel? Jemand ‚braucht‘ eine Frau? Zum Abwaschen, Putzen, Koch? Arme Angelika!“

## Auszeichnung
- Ruth Leuwerik wurde 1953 mit dem Bambi für ihre Leistung in diesem Film und dem ebenfalls 1952 entstandenen Film Die große Versuchung ausgezeichnet.
- Dieter Borsche war ebenfalls in der Kategorie „Bester Schauspieler national“ für drei seiner Filme des vergangenen Jahres für den Bambi nominiert.

## Quelle
- Programm zum Film: Das Neue Film-Programm Vater braucht eine Frau, erschienen im gleichnamigen Verlag H. Klemmer & Co., Neustadt an der Weinstraße, Abb. Titel- und Rückseite ohne Nummernangabe